# Basha
Basha (amharisch ባሻ) war ein traditioneller Titel in der Armee des Negus Negest (Kaisers) von Äthiopien. Er wurde im 16. Jahrhundert von den Osmanen aus der eritreischen Hafenstadt Massaua übernommen. Man unterschied den höheren Titel des Turk Basha und den niederen Titel des Basha, der etwa 100 Mann führte. Sie waren Führer von ursprünglich aus Muslimen rekrutierten Abteilungen, die mit Feuerwaffen ausgerüstet waren. Der Turk Basha hatte bis ins 20. Jahrhundert große Bedeutung.